# Rainer Disse
Rainer Disse (* 5. Mai 1928 in Gütersloh; † 5. Februar 2008 in Karlsruhe) war ein deutscher Architekt, der vorwiegend im Kirchenbau tätig war. Sein bevorzugter Baustoff war Beton, sein Architekturstil ist dem Brutalismus zuzuordnen.

## Leben
Nach dem Architekturstudium bei Egon Eiermann an der Technischen Hochschule Karlsruhe blieb Baden-Württemberg das Zentrum seines Wirkens.
Neben viel beachteten Sakralbauten entwarf er eine Atriumhausgruppe in der Karlsruher Waldstadt (1962–1963), die Sebastian-Schule in Karlsdorf-Neuthard (1963–1968), die Hangbebauung mit Terrassenhäusern im Zusammenhang mit dem katholischen Gemeindezentrum St. Johannes der Täufer in Hornberg (1966–1973), große Industriebauten und zahlreiche Wohnhäuser.
Außerdem erarbeitete er mehrere Bebauungspläne und Ortssanierungspläne. Für eine seiner letzten großen Arbeiten, das US Bowling Center in Karlsruhe (1984–1987), erhielt er einen World Award.
Mehrere Kirchen von Rainer Disse stehen heute unter Denkmalschutz. Sein Werkarchiv liegt im Südwestdeutschen Archiv für Architektur und Ingenieurbau in Karlsruhe.

## Sakralbauten

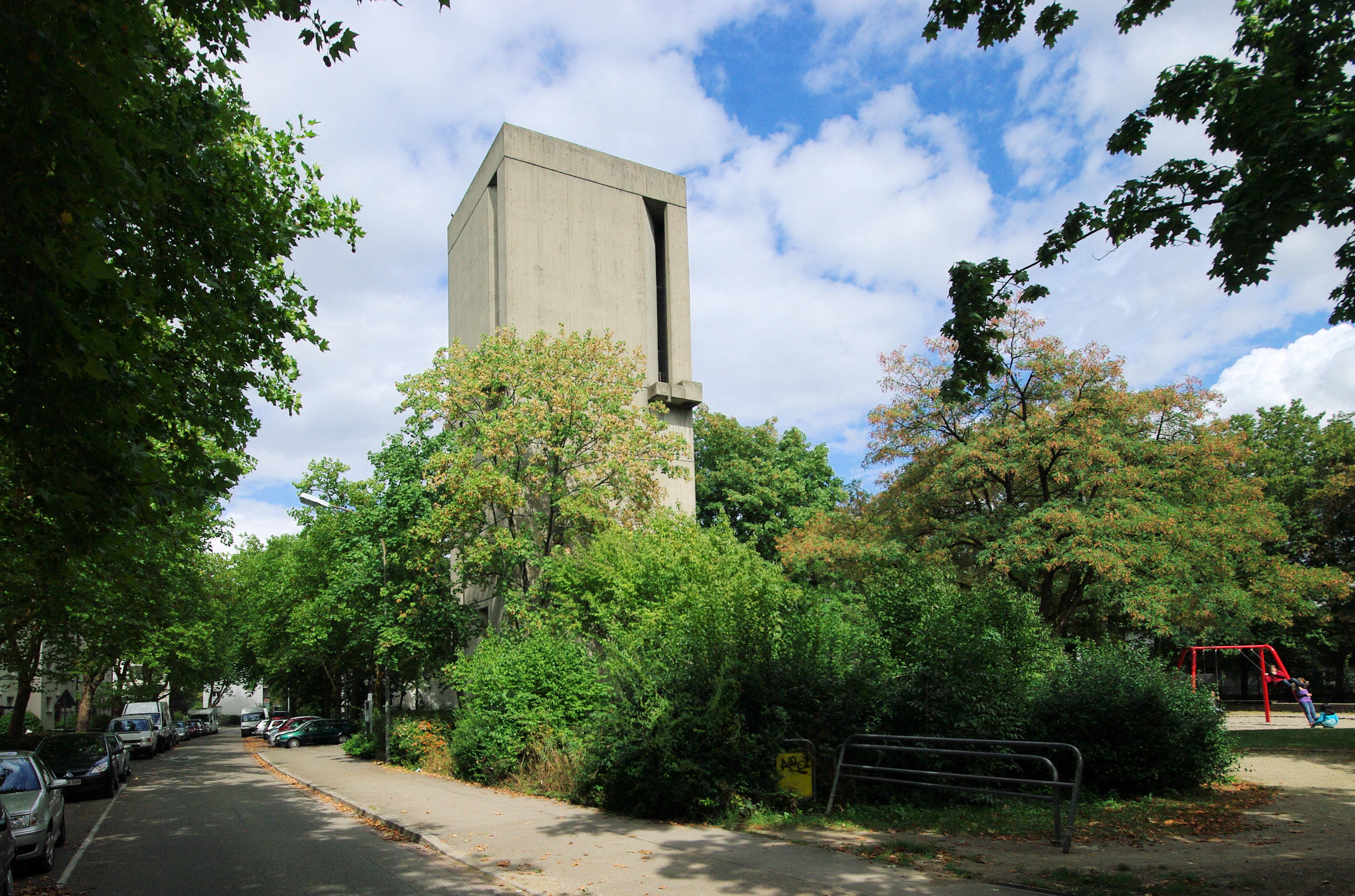
Kirchturm von St. Elisabeth in Freiburg-Brühl

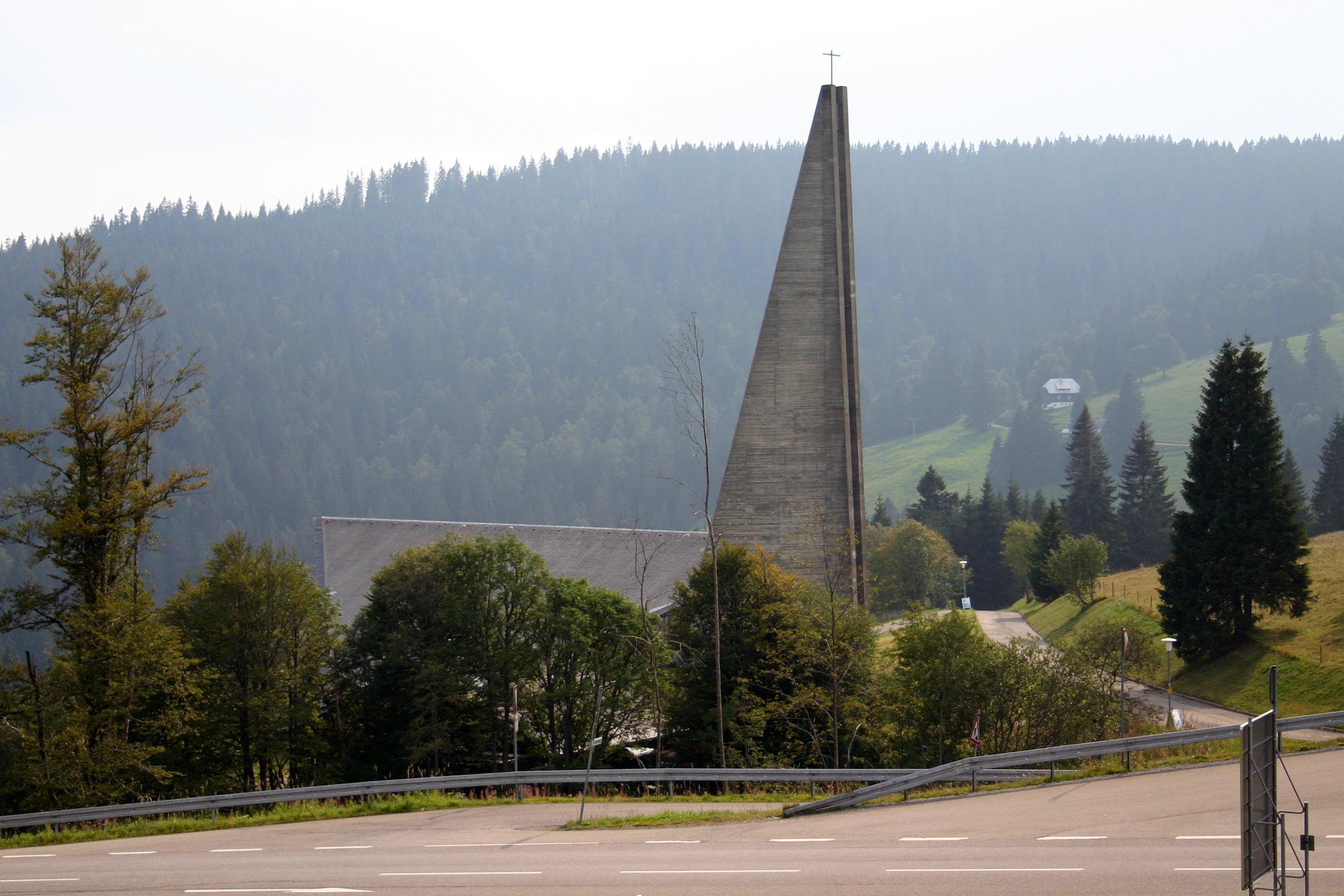
Kirche auf dem Feldberg

Zu seinen wichtigsten Sakralbauten zählen:
- 1954–1955: St. Maria Königin in Linkenheim
- 1955–1957: St. Thomas in Grünwettersbach
- 1957–1958: St. Elisabeth in Friedrichstal
- 1960–1962: St. Michael in Altenbach
- 1960–1961: Kirche der Verklärung Christi auf dem Feldberg
- 1962–1964: St. Johannes Baptista in Durlach, siehe Liste der Kulturdenkmale in Karlsruhe-Durlach #Ellmendinger Straße
- 1962–1964: St. Josef in Bruchsal[1]
- 1962–1964: St. Elisabeth in Freiburg-Brühl
- 1962–1963: Aussegnungshalle des Hauptfriedhofs Karlsruhe–Neureut
- 1966–1968: St. Johannes der Täufer in Hornberg[2]
- 1963–1971: Heilig Geist in Offenburg–Albersbösch
- 1965–1967: St. Marien in Gaggenau
- 1968–1970: St. Petrus Canisius in Freiburg–Landwasser
- 1973: St. Bonifatius in Wilhelmsfeld
- 1974–1976: St. Peter und Paul in Bad Oeynhausen (Erweiterungsbau)[3]